# Dan Eggen
Dan Eggen (Oslo, 13 januari 1970) is een voormalig Noors voetballer die als verdediger zijn grootste successen vierde bij de Deense club Brøndby IF. Hij beëindigde zijn loopbaan in 2005 bij Le Mans UC in Frankrijk.

## Clubcarrière
Hij begon zijn carrière bij FC Lyn Oslo, maar brak als prof door in Denemarken, waar hij speelde voor BK Frem en Brøndby IF. Met die laatste club won hij driemaal op rij de Deense landstitel.

## Interlandcarrière
Eggen speelde 25 interlands voor de nationale ploeg van Noorwegen, en scoorde tweemaal. Onder leiding van bondscoach Egil Olsen maakte hij zijn debuut voor de nationale ploeg op 11 augustus 1993 in de vriendschappelijke wedstrijd tegen Faeröer (0-7) in Toftir, net als Tom Kåre Staurvik (FK Bodø/Glimt), Mons Ivar Mjelde (Lillestrøm SK) en Egil Østenstad (Viking FK). Hoftun nam met de Noorse ploeg deel aan het WK voetbal 1994, het WK voetbal 1998 en het EK voetbal 2000.

## Erelijst
Brøndby IF
- Landskampioen

1996, 1997, 1998
- Bekerwinnaar

1994, 1998
- Supercup

1994, 1996, 1997